# The O2
The O2 es un gran distrito de entretenimiento en la península de Greenwich en el sureste de Londres, Inglaterra, que incluye un estadio cubierto, un club de música, un cine Cineworld, un espacio expositivo, plazas, bares y restaurantes. Fue construido en gran parte dentro del antiguo Millennium Dome, un gran dosel en forma de cúpula construido para albergar una exposición que celebra el cambio del tercer milenio; en consecuencia, "The Dome" sigue siendo un nombre de uso común para el lugar. A veces se le conoce como The O2 Arena, pero ese nombre se refiere al estadio interior más pequeño dentro de The O2. Los derechos de denominación del distrito fueron adquiridos por el proveedor de telefonía móvil O2 de sus desarrolladores, Anschutz Entertainment Group (AEG), durante el desarrollo del distrito. AEG posee el arrendamiento a largo plazo en el O2 Arena y el espacio de ocio circundante.
Desde el cierre de la exposición original "Millennium Experience" que ocupa el sitio, se propusieron varias formas de reutilizar la cúpula del Millennium Dome y luego se rechazaron. El cambio de nombre de la Cúpula en 2005 dio publicidad a su transición a un distrito de entretenimiento. La cúpula del domo permaneció in situ, pero su interior y el área alrededor de la Estación de North Greenwich, el muelle QE2 y el área de entrada principal fueron completamente reconstruidos.
El área es servida por la estación de metro Jubilee line North Greenwich, que se abrió justo antes de la exposición del milenio, y por bus. Thames Clippers opera un servicio de barco fluvial para London River Services; los inquilinos actuales, AEG, compraron Thames Clippers para proporcionar enlaces fluviales entre el centro de Londres y The O2. Además de un servicio de cercanías, Thames Clippers opera el servicio O2 exprés. Los autobuses locales también sirven a la estación y al cercano O2.
El 23 de febrero de 2017, O2 anunció que habían acordado un acuerdo con AEG para mantener los derechos de denominación de The O2 durante otros 10 años hasta 2027.